# Iyalepis
Iyalepis è un genere estinto di pesci ossei appartenente alla classe degli Actinopterygii, vissuto nel Giurassico inferiore-medio . È rappresentato da una sola specie, Iyalepis rohoni, ritrovata in Siberia.

## Classificazione
Il genere fu descritto inizialmente da Sytchevskaya e Yakovlev nel 1985 con il nome di Angarichthys rohoni, sulla base di resti fossili ritrovati nei sedimenti della Formazione di Cheremkhovskaya, nei pressi del fiume Iya, nella regione del Bajkal. Tuttavia, tale denominazione risultò già occupata da un genere omonimo di Placodermi descritto da Dmitrii Obruchev nel 1927 (Angarichthys hyperboreus, famiglia Homosteidae). Di conseguenza, nel 2006 fu istituito il nuovo nome sostitutivo Iyalepis da Sytchevskaya, basato sul nome del fiume Iya, in prossimità del quale furono scoperti i fossili.
Iyalepis rohoni è noto da fossili parziali che indicano l'appartenenza a un attinotterigio arcaico d'acqua dolce. Le sue affinità morfologiche lo avvicinano alla famiglia estinta Coccolepididae, anche se studi più recenti suggeriscono che possa essere filogeneticamente distante dal resto del gruppo, per cui l’assegnazione è da considerarsi provvisoria. La specie presenta caratteristiche arcaiche comuni ai Palaeonisciformes, come lo sviluppo delle scaglie ganoidi e le ossa del cranio di tipo arcaico.